# Distrito de Tierras Altas
Distrito Tierras Altas es el nombre del decimocuarto distrito de la provincia de Chiriquí, Panamá. Las normas que delimitaron geográficamente al distrito fueron establecidas por la Ley 55 del 13 de septiembre de 2013, sin embargo, a efectos de organización se fijó a futuro su fecha de entrada en vigencia para el 2 de mayo de 2019. Pero, a través de la Ley 22 del 9 de mayo de 2017, se adelantó la fecha de entrada en vigencia para el 1 de julio de 2017.
El nombre del distrito proviene de la traducción literal del topónimo inglés "highlands", con el cual los norteamericanos que arribaron a Panamá se referían a los lugares con alta elevación sobre el nivel del mar, especialmente en la provincia de Chiriquí. 
Este distrito fue segregado de la zona norte del distrito de Bugaba, en específico de los corregimientos de La Concepción (Chiriquí)  ,Cerro Punta y Volcán.

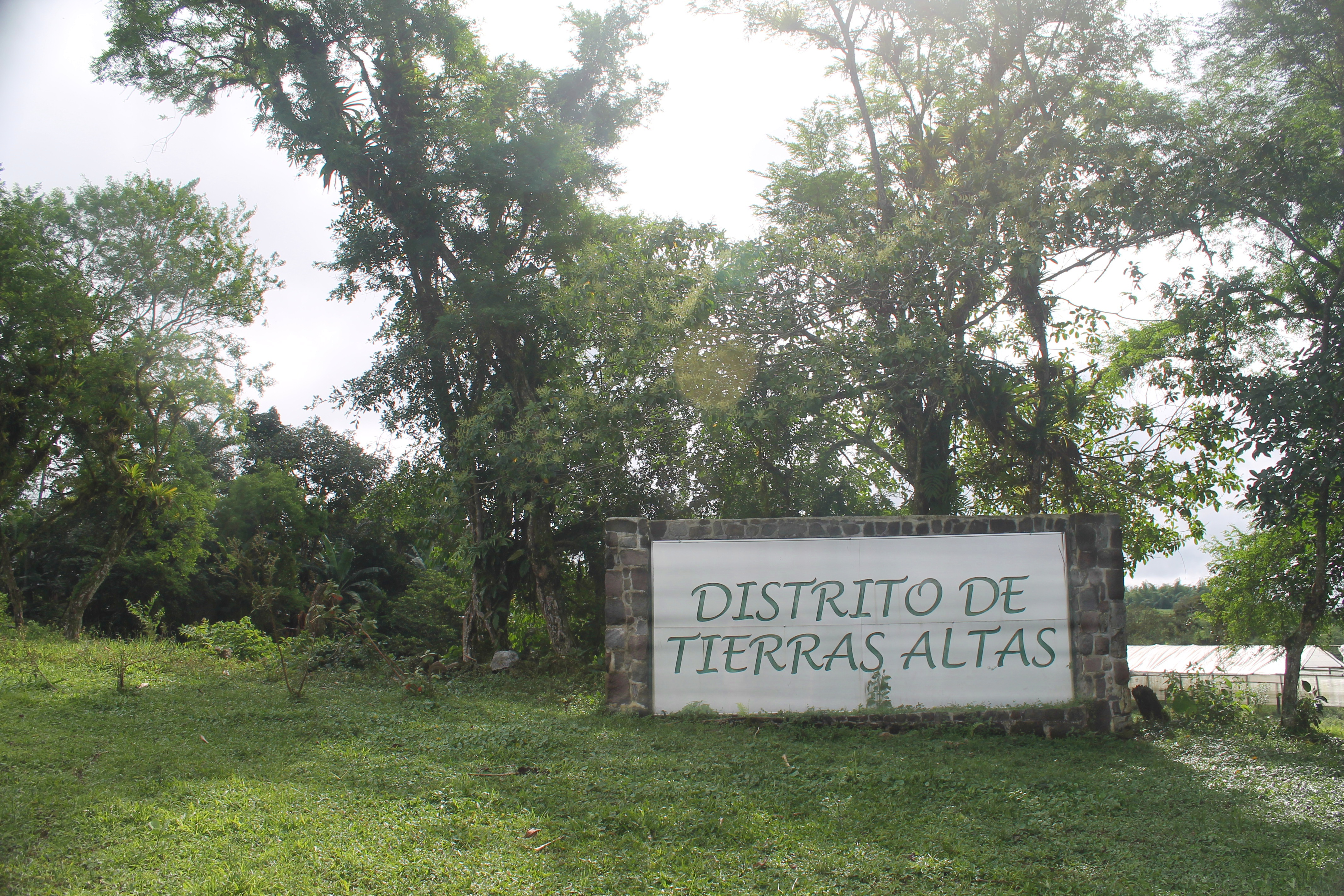
Entrada del distrito de Tierras Altas.

## División político-administrativa

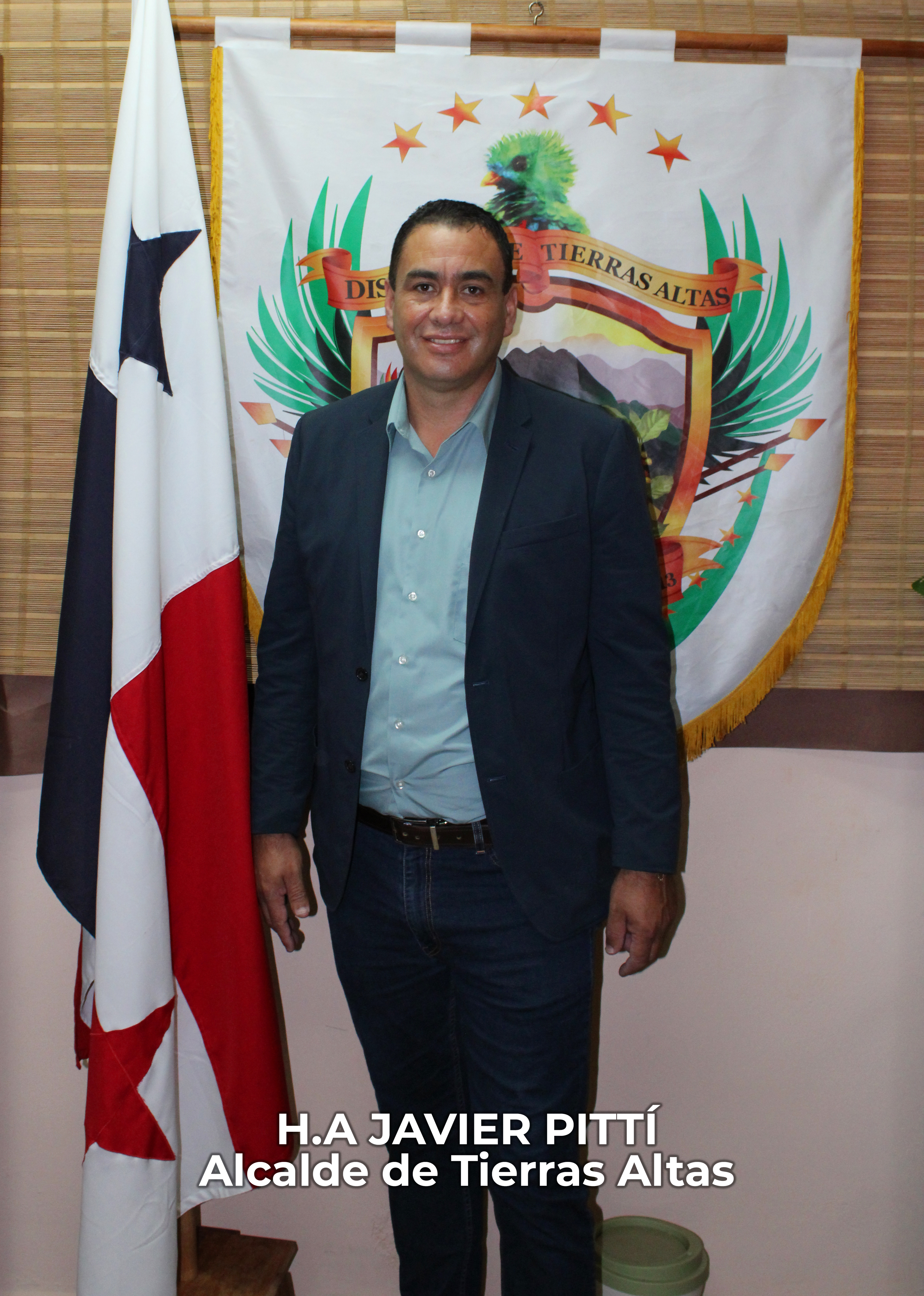
Primer Alcalde del Distrito de Tierras Altas, Javier Ruben Pittí Quintero

Tierras Altas está dividido en cinco corregimientos:
- Volcán (cabecera)
- Cerro Punta
- Cuesta de Piedra (segregado de La Concepción y Volcán)
- Nueva California (segregado de Volcán)
- Paso Ancho (segregado de Cerro Punta y Volcán)